# Hrîșaii, Vasîlkivka
Hrîșaii (în ucraineană Гришаї) este un sat în comuna Dobrovillea din raionul Vasîlkivka, regiunea Dnipropetrovsk, Ucraina.

## Demografie
Componența lingvistică a localității Hrîșaii
     Ucraineană (94,1%)
     Rusă (5,34%)
     Alte limbi (0,28%)
Conform recensământului din 2001, majoritatea populației localității Hrîșaii era vorbitoare de ucraineană (94,1%), existând în minoritate și vorbitori de rusă (5,34%).